# 稲葉幸夫
稲葉 幸夫（いなば ゆきお、1908年9月4日 - 2001年10月7日）は、日本の騎手（東京競馬倶楽部、日本競馬会所属）、調教師（日本競馬会、国営競馬、日本中央競馬会所属）。騎手としてロツクパークによる第1回横浜農林省賞典四歳呼馬（現・皐月賞）優勝など通算174勝。また調教師としては騎手兼業であった戦前期から顕著な成績を残し、八大競走13勝を含む通算1451勝を挙げた。特に牝馬の管理に長けたため「牝馬作りの名人」、「牝馬の稲葉」と称され、史上初の牝馬三冠トレーナーともなっている。1981年、黄綬褒章を受章。2004年、調教師顕彰者に選出され、中央競馬の殿堂入りした。
家族や親戚にも競馬関係者が多く、兄の稲葉秀男は調教師、母方の叔父である美馬勝一、美馬信次、美馬孝之、美馬武雄はいずれも騎手または調教師。子の稲葉隆一はJRA調教師、義弟の梶与四松は騎手・調教師。

## 経歴

### 厩舎入門まで
1908年、静内郡静内町にある新冠御料牧場に育馬係の技師として勤めていた父・秀幸と母・さとの間に9人きょうだいの4番目として産まれる。稲葉家は江戸時代に稲葉氏が代々治めた豊後国臼杵藩で重役を務めた家であり、明治維新後屯田兵として北海道に渡っていた。家族は牧場内で生活しており、幸夫も場内で馬と親しみながら育った。
尋常小学校卒業後、弁護士を志して上京し、父の伝手を通じて子爵・入江為守の元で書生をしながら開成夜学校に進学した。しかし当時の夜間学校は大学への進学資格が得られない規定があったため、3年生の時に順天中学校に編入し、同時に入江の家を出て目黒競馬場で厩舎を開業していた兄・秀男の元に身を寄せた。
この後、目黒で競馬開催の見物を続ける内に、自身も競馬に携わりたいという思いを強くした。しかし学費を工面していた秀男に思いを打ち明けることができず、4年生の時に目黒を出奔し、鳴尾競馬場にいた叔父・美馬信次を頼った。数日後には信次に連れられて目黒に戻り、その取りなしにより秀男の厩舎で騎手見習いとなった。兄弟子には、後に幸夫と同じく調教師顕彰者となる藤本冨良がおり、藤本は幸夫の入門をきっかけとして入れ替えの形で独立した。

### 戦前期 - 騎手・調騎兼業時代
1928年1月、騎手免許を取得。当時は公認競馬と地方競馬の交流が盛んに行われており、同月に地方競馬の羽田競馬場で初騎乗、さらに柏競馬場で初勝利を挙げた（騎乗馬タマホコ）。体重が重かったため、主に障害競走で騎乗し、1934年には秀男が管理するキンテンで第1回の大障碍特別競走（現・中山大障害）に優勝した。同馬とはその4日前に障害呼馬戦を単走競馬で勝利している。これは日本において単走競馬が行われた最後の例である。同日はこの勝利を含め、平地、障害、繋駕速歩で3連勝を挙げるという、日本競馬史上唯一の記録も作った。兄弟子の藤本からも障害馬を中心に騎乗を依頼され、1938年秋には藤本の管理馬リードアンで中山大障害2勝目（当時は「中山農林省賞典障碍」）を挙げた。藤本は幸夫を「当時の名騎手」と評している。
騎手活動の傍らで、秀男が中山競馬場に置いていた分厩の管理も任され、事実上調教師としての活動も並行していた。1936年には正式に調教師免許を取得し、中山競馬場で自身の厩舎を開業、調教師・騎手兼業となった。1939年には日本競馬会が調教師と騎手それぞれの専業性を明確にするため、両免許の二重所持を禁止する「調騎分離」を打ち出したが、当時若年であった幸夫と岩佐宗五郎、松永光雄は例外的に兼業を許可された。同年4月29日には、秀男の管理馬ロツクパークで第1回横浜農林省賞典四歳呼馬を制覇。翌1940年には、自身の管理馬テツバンザイの手綱を執って阪神優駿牝馬（現・優駿牝馬）を制し、調教師としてのクラシック競走初優勝を果たした。
翌1941年末に太平洋戦争が勃発、その激化によって競馬開催が困難となると、1944年には中山競馬場も一時閉鎖となり、同年4月に幸夫は東京に移り、世田谷区の馬事公苑でアラブ馬の管理を担当、次いで競馬会が編成した輓馬機動隊に編入され、馬車を使って配給と供出金属回収のための巡回を担当した。なお、戦後は調騎分離が徹底されたため、競馬休止に伴って騎手業からも引退となった。騎手としては通算174勝（うち障害103勝、平地43勝、繋駕28勝）を挙げた。

### 戦後期 - 調教師専業時代
終戦後、1946年10月に日本競馬会主催の競馬が再開された。これに伴って競馬会が戦前に買い上げていた競走馬を馬主に抽選で配布し、さらにそれらが各調教師に5頭ずつ割り振られた。稲葉はその内の1頭・ヤマトナデシコで中山記念（秋）を制し、戦後の重賞初勝利を挙げた。同馬はもともと大久保房松が管理していたが、新馬主の門井鍋四郎が稲葉の開業当初からの顧客であったため、大久保の計らいで稲葉厩舎に入っていた。稲葉は謝意を表すため、同馬で得た1シーズン分の賞金を大久保に贈っている。
1954年には公営・大井競馬から転厩してきたオーストラリア産馬・オパールオーキツトで天皇賞（秋）（戦前は前身の帝室御賞典）に優勝。これも牝馬によるものであった。以後しばし八大競走制覇から遠ざかったが、1964年にヤマトナデシコの孫・ヤマトキヨウダイが天皇賞（秋）と有馬記念を連勝し、同年の最優秀5歳以上牡馬に選出された。
同年、弟子の嶋田功が騎手としてデビュー。嶋田は急速に頭角を現し、以後厩舎の主戦騎手となった。1970年代に入ると稲葉-嶋田の師弟による馬が主に牝馬のクラシック戦線で顕著な成績を挙げ始める。ナスノカオリで1971年の桜花賞を制したのを皮切りに、翌1972年にはタケフブキがオークスを制覇、1973年はナスノカオリの妹・ナスノチグサがオークスを制覇。1976年にはテイタニヤが桜花賞とオークスを連覇し、牝馬クラシック二冠を達成した。同馬は秋のエリザベス女王杯で史上初の牝馬三冠が懸かったが、15頭立て8番人気のディアマンテに敗れ、三冠は成らなかった。このディアマンテも稲葉の管理馬であり、この勝利によって稲葉自身は調教師として初の牝馬三冠を達成した。1981年にはテンモンがオークスを、1982年にはビクトリアクラウンがエリザベス女王杯を制し、稲葉は牝馬三冠競走で計9勝を挙げた。
牡馬では、1973年にタケフブキの弟・タケホープが東京優駿（日本ダービー）と菊花賞を制してクラシック二冠を達成し、同年の年度代表馬に選出されている。翌年には天皇賞（春）も制覇、いずれも、当時空前の競馬ブームをもたらした人気馬ハイセイコーを破ってのもので、両馬は後年まで「ライバル物語」の題材として扱われている。稲葉は「ハイセイコーという好敵手がいたからこそ、あの馬の良さも一段と光ったのです。馬でも人でも強力なライバルがいてこそやる気を出すものです」と語っている。
ビクトリアクラウンのエリザベス女王杯制覇を最後に大競走の制覇からは遠ざかり、重賞勝利もキリノトウコウによる1987年のクリスタルカップが最後となった。1989年には調教師定年制が導入され、同年2月28日付で当時80歳を過ぎていた大久保房松、小西喜蔵、諏訪佐市、久保田彦之とともに調教師を引退した。通算成績は日本競馬会が発足した1937年以降、10422戦1451勝、うち重賞51勝。稲葉は「どこの先進国行ったって、中央競馬みたいな定年制などありゃしない」と、この制度に批判的であった。
その後はJRAで非常勤参与を務めたのち、2001年10月7日に93歳で死去した。2004年、日本中央競馬会創立50周年を記念して調教師・騎手顕彰者制度が発足し、稲葉は調教師部門で選出され中央競馬の殿堂入りを果たした。

## 調教管理の特色、人物
冒頭の通り、牝馬の活躍ぶりから「牝馬作りの名人」と呼ばれた。稲葉自身は調教師時代、「これはあくまで偶然。女馬に縁があるのでしょう。そうとしか言えない」と語っていたが、引退後に行われたインタビューでは、「なるほど、あるとき牝馬の調教について私なりに気付いたことはある」とし、「調教後の食欲不振や発情といった牝馬特有の問題について、経験から解答を得ることもあった」と語っている。稲葉厩舎は競走の前週に仕上げの調教を行うことが知られていたが、これもある牝馬の様子から掴んだ調教法のひとつであった。また、「牝馬に対する当たりの柔らかさには天才的な要素がある」という騎手・嶋田功の存在も重要だったと語っている。ほか良績の要素について、「私がもし人様から成功したと言われるならば、仔分けに徹底したことも一因」と述べている。「早く引退した方が繁殖牝馬として好結果を残す」という経験上の信条から、牝馬は5歳（現表記4歳）での引退を原則としていた。
また、稲葉はレースで実際に跨る騎手に最終追い切りにも乗るように注文を付けた。自厩舎の騎手はもちろんだが、フリー騎手の第一人者と言われた渡辺正人とてそれは例外ではなく、当の渡辺は「追い切りと本番で同一騎手が乗っていれば、勝っても負けても調教が強かったか弱かったかわかるというわけだ」と稲葉の手法を評している。
関西の松田由太郎と公私に渡り親しく、互いに騎手の融通も行っていた。嶋田が1969年の日本ダービーを1番人気で落馬した「タカツバキ事件」のタカツバキは松田の管理馬であり、ディアマンテに騎乗してエリザベス女王杯を制した松田幸春は松田の娘婿であった。元は弁護士志望もあって能弁だった稲葉に対し、松田は寡黙な人物であり、松田の妻・ふじ子は「それで、とても仲が良いのですから、よほど馬が合うんでしょう」と語っている。また稲葉は、兄弟子の藤本冨良を「切磋琢磨した間柄」として挙げている。

## 成績

### 騎手成績
| 区分 | 1着 | 2着 | 3着 | 4着以下 | 騎乗数 | 勝率 | 連対率 |
| ---- | --- | --- | --- | ------- | ------ | ---- | ------ |
| 平地 | 43  | 67  | 60  | 335     | 505    | .085 | .218   |
| 障害 | 103 | 99  | 112 | 314     | 628    | .164 | .321   |
| 速歩 | 28  | 33  | 24  | 253     | 338    | .083 | .180   |
| 計   | 174 | 199 | 196 | 902     | 1471   | .118 | .253   |

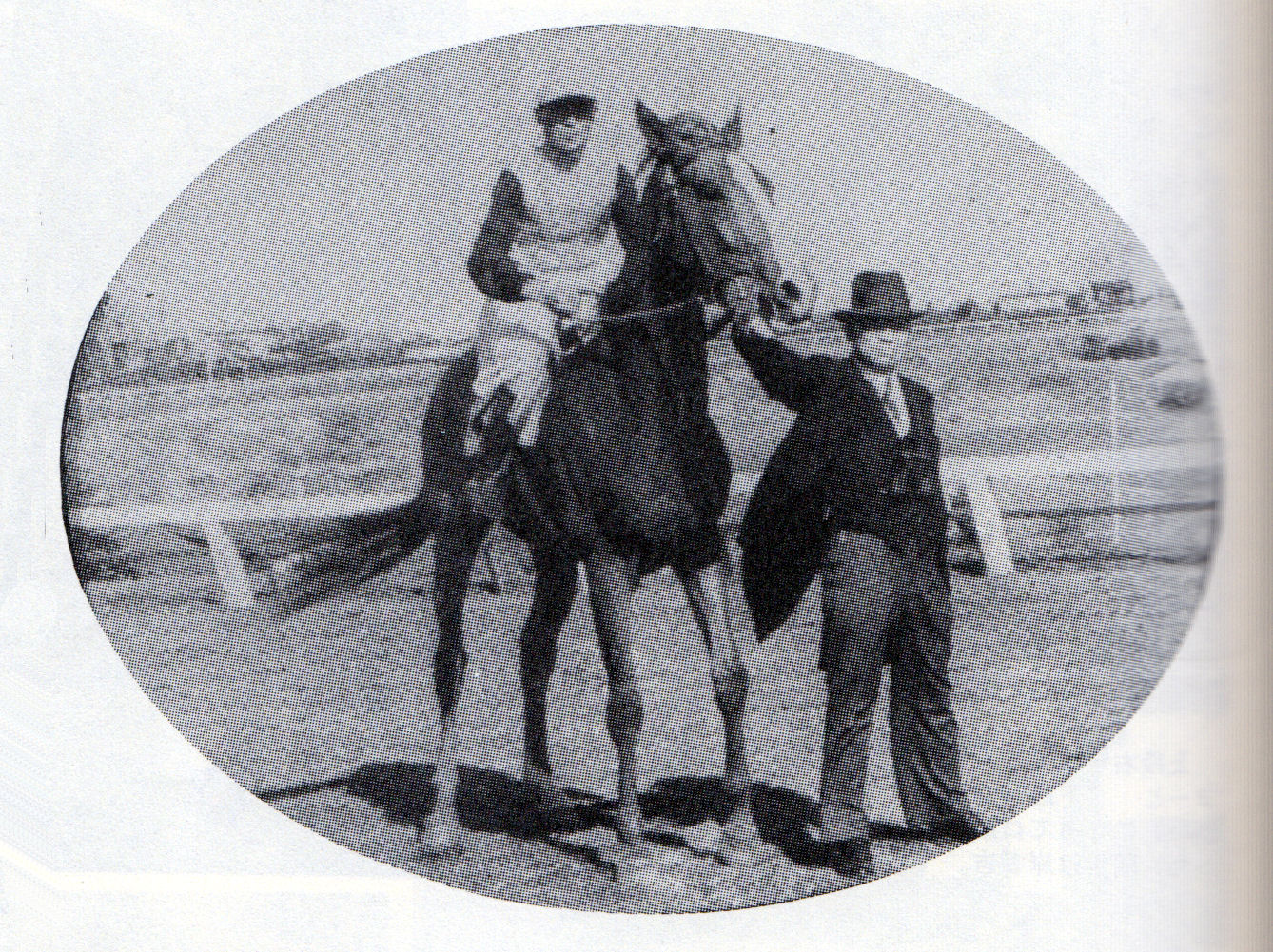
ロツクパーク

- 初騎乗：1957年3月16日 ナスタカ（6着）

#### 主な騎乗馬
※太字は後の八大競走。
- キンテン（1934年大障碍特別）
- ロツクパーク（1939年横浜農林省賞典四歳呼馬）
- リードアン（1938年中山農林省賞典障碍）
- テツバンザイ（1941年阪神優駿牝馬、1942年横浜特別）

### 調教師成績
通算10422戦1451勝、重賞51勝（1937年以降）

#### 主な管理馬
八大競走・牝馬三冠競走優勝馬
- テツバンザイ（1941年阪神優駿牝馬）
- オパールオーキツト（1954年天皇賞・秋）
- ヤマトキョウダイ（1964年天皇賞・秋、有馬記念など重賞4勝）
- ナスノカオリ（1971年桜花賞など重賞2勝）
- タケフブキ（1972年優駿牝馬）
- ナスノチグサ（1973年優駿牝馬など重賞3勝）
- タケホープ（1973年東京優駿、菊花賞 1974年天皇賞・春など重賞4勝）
- テイタニヤ（1976年桜花賞、優駿牝馬など重賞3勝）
- ディアマンテ（1976年エリザベス女王杯など重賞2勝）
- テンモン（1981年優駿牝馬など重賞3勝）
- ビクトリアクラウン（1982年エリザベス女王杯など重賞4勝）

その他重賞競走優勝馬
- モトクマ（1943年中山農林省賞典障碍）
- ヤマトナデシコ（1947年中山記念・秋）
- ヤマトヒカリ（1957年東京障害特別・秋）
- アヤノボル（1959年ダイヤモンドステークス）
- ギントシ（1961年クモハタ記念 1962年中山記念）
- トキクイン（1963年京王杯オータムハンデキャップ）
- パナソニツク（1965年安田記念、七夕賞）
- ヤマトダケ（1967年京成杯3歳ステークス）
- アマノガワ（1968年クモハタ記念 1969年関屋記念、新潟記念）
- レデースポート（1973年東京4歳牝馬特別、京都牝馬特別）
- ラウンドファーザー（1974年福島大賞典）
- ハクチカツ（1975年日本短波賞）
- セーヌスポート（1976年京成杯3歳ステークス 1977年牝馬東京タイムス杯）
- ホスピタリティ（1982年セントライト記念）
- キリノトウコウ（1987年クリスタルカップ）

#### 受賞
- 関東リーディングトレーナー（1972年、51勝）
- 優秀調教師賞（関東）（1956年、1958年、1967年、1983年）
- 調教技術賞（関東）（1967年）
- 日本中央競馬会理事長表彰（1973年）

## 主な厩舎所属者
※太字は門下生。括弧内は厩舎所属期間と所属中の職分。
- 谷岡敏行（1937年以前 - 1953年 騎手）
- 嶋田功（1957年 - 1985年 騎手）
- 稲葉隆一（1963年 調教助手）
- 平井雄二（1969年 - 1985年 騎手）
- 田村正光（1969年 - 1971年 騎手）
- 奥平真治（1969年 - 1971年 調教助手）
- 中島啓之（1969年 - 1971年 騎手）
- 田子冬樹（1970年 - 1980年 騎手）